# The Paperboy
The Paperboy (bra: Obsessão)(prt: The Paperboy - Um Rapaz do Sul) é um filme de 2012 dirigido por Lee Daniels. Teve sua estreia no Festival de Cannes de 2012.

## Sinopse
Um repórter idealista, Ward Jansen e seu irmão mais novo, Jack Jansen, investigam os acontecimentos em torno de um assassinato para exonerar um homem no corredor da morte, Hillary Van Wetter.

## Elenco
| Ator/Atriz          | Papel              |
| ------------------- | ------------------ |
| Matthew McConaughey | Ward Jansen        |
| Zac Efron           | Jack Jansen        |
| John Cusack         | Hillary Van Wetter |
| David Oyelowo       | Yardley Acheman    |
| Nicole Kidman       | Charlotte Bless    |
| Macy Gray           | Anita Chester      |
| Scott Glenn         | W.W. Jansen        |
| Nealla Gordon       | Ellen              |
| Ned Bellamy         | Tyree Van Wetter   |

## Recepção
No agregador de críticas dos Estados Unidos, o Rotten Tomatoes, na pontuação onde a equipe do site categoriza as opiniões da  grande mídia e da mídia independente apenas como positivas ou negativas, o filme tem um índice de aprovação de 45% calculado com base em 128 comentários dos críticos. Por comparação, com as mesmas opiniões sendo calculadas usando uma média aritmética ponderada, a nota alcançada é 5.20/10 que é seguida do consenso: "Inútil e melodramático, The Paperboy é animado por um elenco forte e um enredo sórdido e fumegante, mas é irregular e muitas vezes se transforma em algo camp.
Em outro agregador de críticas também dos Estados Unidos, o Metacritic, que calcula as notas das opiniões usando somente uma média aritmética ponderada de determinados veículos de comunicação em maior parte da grande mídia, o filme tem 38 avaliações da imprensa anexadas no site e uma pontuação de 48 entre 100, com a indicação de "revisões mistas ou neutras".
Peter Bradshaw, do The Guardian disse que  "Nicole Kidman realmente é terrivelmente boa como Charlotte: engraçado, sexy, agudamente vulnerável". Chris Haydon do Filmoria declarou: "Será que eu recomendo que você veja Paperboy? Sim, provavelmente, simplesmente porque Kidman precisa ser testemunhada e a notei por este trabalho. Será que vai ganhar em Cannes? Absolutamente não."

## Prêmios
| Evento                                            | Prêmio                                   | Categoria                                       | Indicado(a)         | Resultado |
| ------------------------------------------------- | ---------------------------------------- | ----------------------------------------------- | ------------------- | --------- |
| 2nd AACTA International Awards                    | AACTA Award                              | Melhor Atriz Internacional                      | Nicole Kidman       | Indicado  |
| Alliance of Women Film Journalists                | Alliance of Women Film Journalists Award | Atriz que Mais Precisa de Um Novo Agente        | Nicole Kidman       | Indicado  |
| Festival de Cannes                                | Palma de Ouro                            | Melhor Filme                                    | Lee Daniels         | Indicado  |
| 19th Screen Actors Guild Awards                   | Screen Actors Guild Award                | Performance de uma Atriz Coadjuvante            | Nicole Kidman       | Indicado  |
| 70th Golden Globe Awards                          | Globo de Ouro                            | Melhor Atriz Coadjuvante                        | Nicole Kidman       | Indicado  |
| Indiewire                                         | Indiewire Critics Award                  | Melhor Elenco                                   |                     | Indicado  |
| Indiewire                                         | Indiewire Critics Award                  | Melhor Trilha Sonora Original                   | Mario Grigorov      | Indicado  |
| Indiewire                                         | Indiewire Critics Award                  | Melhor Atriz Coajuvante                         | Nicole Kidman       | Indicado  |
| 2012 Austin Film Critics Association Awards       | AFCA Award                               | Prémio Especial para a Melhor Corpo do Trabalho | Matthew McConaughey | Venceu    |
| 2012 Village Voice Film Poll                      | Village Voice Award                      | Melhor Atriz                                    | Nicole Kidman       | Indicado  |
| 2012 Village Voice Film Poll                      | Village Voice Award                      | Melhor Filme                                    | Lee Daniels         | Indicado  |
| 2012 Village Voice Film Poll                      | Village Voice Award                      | Melhor Ator Coadjuvante                         | John Cusack         | Indicado  |
| 2012 Village Voice Film Poll                      | Village Voice Award                      | Melhor Ator Coadjuvante                         | Zac Efron           | Indicado  |
| 2012 Village Voice Film Poll                      | Village Voice Award                      | Melhor Ator Coadjuvante                         | David Oyelowo       | Indicado  |
| 2012 Village Voice Film Poll                      | Village Voice Award                      | Melhor Atriz Coadjuvante                        | Macy Gray           | Indicado  |
| 2012 Village Voice Film Poll                      | Village Voice Award                      | Melhor Atriz Coadjuvante                        | Nicole Kidman       | Indicado  |
| 2012 Village Voice Film Poll                      | Village Voice Award                      | Pior Filme                                      | Lee Daniels         | Indicado  |
| 2012 Central Ohio Film Critics Association Awards | COFCA Award                              | Ator do Ano                                     | Matthew McConaughey | Venceu    |